# Герб Лазовского района
Герб муниципального образования Лазовский муниципальный район Приморского края Российской Федерации — является официальным символом Лазовского муниципального района.
Герб утверждён Решением № 109-МПА Думы Лазовского муниципального района 25 марта 2009 года.
Герб внесён в Государственный геральдический регистр Российской Федерации под номером № 5095. Администрации района выдано свидетельство о регистрации официального символа в Государственном геральдическом регистре Российской Федерации (г. Санкт-Петербург протокол № 51 от 27 октября 2009 года).

## Описание герба
«Герб представляет собой щит французской геральдической формы, основание которого равно восьми девятым высоты с выступающим в середине нижней части острием. Нижние углы щита закруглены.
Щит разделён на лазоревое (голубое) и зелёное поля. В форму щита вписан серебряный якорь. В нижней части поля поверх якоря на зелёной полосе изображена золотом геральдическая фигура тигра».

## Обоснование символики
Зелёно-лазоревое поле герба указывает богатую природу Лазовского муниципального района, обилие лесов и широту прилегающей морской акватории. Природа создала на территории Лазовского района уникальную смесь ландшафтов, растительности и животного мира. Здесь находится 23 памятника природы — 10 % от числа зарегистрированных в Приморском крае. Почти 25 % территории района занимает Лазовский заповедник имени Капланова. Заповедник прекрасен в любое время года и очень многолик — глухая тайга, изумрудное море с пустынными пляжами, лечебные и горячие источники, горные водопады, тигриные тропы, женьшень и многое другое.
Серебристый якорь — символ мореплавания, рыбного промысла. На территории Лазовского муниципального района в пгт Преображение находится одна из крупнейших рыбодобывающих компаний — Преображенская база тралового флота (ПБТФ). Жители Лазовского муниципального района по праву гордятся богатыми уловами, судоремонтным и перерабатывающим комплексами, крупнейшими мощностями прибрежных и вспомогательных хозяйств. Якорь — символ надежды.
Тигр в геральдике — это не только символ ярости и силы, но и символ отваги и смелости. Золотой тигр символизирует одну из природно-географических особенностей Лазовского муниципального района. Тигр — редкое животное, одним из основных ареалов этого хозяина Приморской тайги является Лазовский муниципальный район. И, в самом деле, Лазовский район, самое тигриное место в Приморском крае, занимает всего 5 % площади Приморья, а живёт здесь около 50 амурских тигров (15 % от всего числа ныне живущих). Тигр в гербе идет, что символизирует движение вперед, развитие.
Лазурь геральдики — это цвет ясного неба и моря. Представляет высоту и глубину, постоянство и преданность, честь и добродетель.
Зелёный цвет — символ надежды, радости, изобилия плодородной земли, обновление жизни и надежды на будущее.
Серебро представляет собой чистоту, является символом надежды, благородства, справедливости и великодушия, мира и взаимного сотрудничества.
Золото — символ высшей ценности, величия и процветания, великодушия, богатства, урожая.